# Tathodelta aroensis
Tathodelta aroensis là một loài bướm đêm trong họ Noctuidae.